# Thurlow Rogers
Thurlow Thomas Rogers (né le 7 mars 1960 à Burbank) est un coureur cycliste américain, professionnel de 1986 à 1991 et de 1997 à 2000.

## Palmarès
- 1980[1]
  - 4eb étape du Circuit de la Sarthe
- 1983
  - 5e étape de la Semaine cycliste bergamasque
  - 6eb étape du Tour des régions italiennes
  - 2e de la Semaine cycliste bergamasque
  - 3e du Tour des régions italiennes
- 1984
  -  Champion des États-Unis du contre-la-montre
  - 2e de la Semaine cycliste bergamasque
  - 6e de la course en ligne des Jeux olympiques
- 1985
  - Redlands Bicycle Classic :
    - Classement général
    - Prologue et 1re étape
- 1986
  - Mammoth Classic :
    - Classement général
    - 3e étape

  - Vancouver Coors Pacific :
    - Classement général
    - 2e étape

  - 3e du championnat des États-Unis sur route
- 1987
  - 2e de la Redlands Bicycle Classic
  - 3e du Vulcan Tour
- 1990
  - 3e de la Cascade Classic
- 1992
  - 2e et 4e étapes de la Redlands Bicycle Classic
  - 3e de la Redlands Bicycle Classic
- 1995
  - 15e étape de la Fresca Classic
- 1996
  - Joe Martin Stage Race
  - 2e de la Nevada City Classic
- 1998
  - 3e de la Sea Otter Classic
- 1999
  - Tour of Willamette
- 2003
  - 3e de la Boulevard Road Race
- 2006
  - 2e étape de la Valencia Stage Race (contre-la-montre)